# Echinidae
De Echinidae zijn een familie van zee-egels uit de orde Camarodonta.

## Geslachten
- Dermechinus Mortensen, 1942
- Echinus Linnaeus, 1758
- Gracilechinus Fell & Pawson, 1966
- Polyechinus Mortensen, 1942
- Sterechinus Koehler, 1901
- Stirechinus Desor, 1856 †